# 潘江 (文学家)
潘江（1619年—1711年），字菊藻，号木崖。清初文学家。

## 生平
潘江生於萬曆四十七年（1619年），十歲能寫文章，被稱為神童。明末為諸生，一度因戰亂避居金陵。清初返回桐城，隱居西龙眠山脚下之河墅。清廷屢召不仕。康熙十八年（1679年）被荐举博学鸿词，以母老不赴。居家以著述自娱。又历游於齊、岱、京、楚等地，留心地方人才，曾提拔同鄉戴名世。由於戴家贫穷，无钱买书，潘江拿出家中珍藏书籍，供戴名世閱讀。同時热衷乡土文献的发掘和整理，采录明清五百余名乡贤先辈诗作，辑成《龙眠风雅》92卷。康熙五十年（1711年）去世，年八十四。另著有著有《木崖诗文集》、《六经蠡测》、《字学析疑》、《诗韵尤雅》、《记事珠》、《古年谱》等40餘種，惜屢遭清廷查禁，今多不存。

## 家族
父潘金芝，早卒。